# Cordilleras Peninsulares
Las Cordilleras Peninsulares de Baja California son un grupo de cadenas montañosas que se extienden a lo largo de 1.500 km desde el sur de California hasta el extremo sur de la península de Baja California en Estados Unidos. Forman parte de las Cordilleras de la Costa del Pacífico de América del Norte, que recorren la costa del Pacífico desde Alaska hasta México. Las elevaciones varían los 150 a 3300 m. 

## Geografía

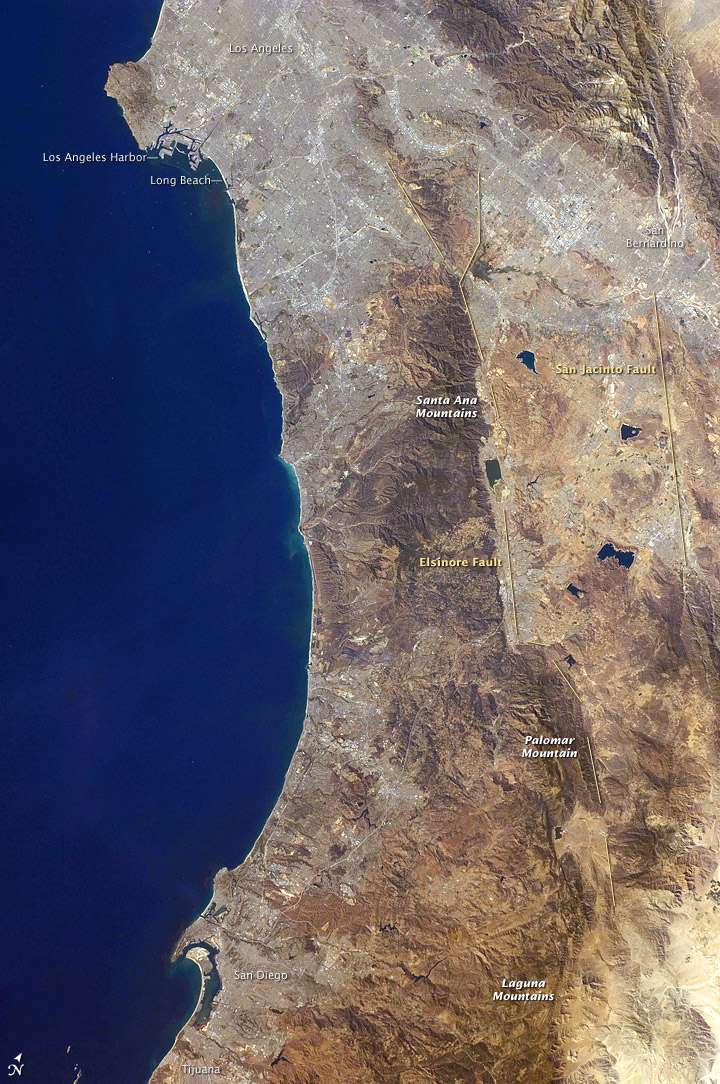
Representación topográfica de las montañas peninsulares de Estados Unidos. De norte a sur, están formadas por las montañas de Santa Ana, Palomar y Laguna.

Las Cordilleras Peninsulares comprenden la sierra de Santa Ana, las montañas Temescal, la sierra de San Jacinto, las montañas Laguna del sur de California y, de norte a sur, la sierra de Juárez, la sierra de San Pedro Mártir, la sierra de San Borja, la sierra de San Francisco, la sierra de la Giganta y la sierra La Laguna en Baja California. Así mismo, el monte Palomar sede del observatorio Palomar se encuentra en la cordillera Peninsular en elcondado de San Diego, al igual que las montañas de San Isidro y las montañas Viejas. Las cordilleras peninsulares se extienden predominantemente de norte a sur, a diferencia de las cordilleras transversales al norte, que se desarrollan principalmente de este a oeste.

## Geología
En la cordillera predomina el granito mesozoico, derivado del mismo batolito masivo que forma el núcleo de las montañas de la Sierra Nevada en California. Estas son parte de una provincia geológica conocida como el bloque Saliniano, que se desprendió de la placa norteamericana cuando se formaron la falla de San Andrés y el golfo de California.
Entre las cordilleras peninsulares y las cordilleras transversales se encuentra la falla de la costa de Malibú, Santa Mónica y Hollywood.

## Ecología y flora

### Neártico

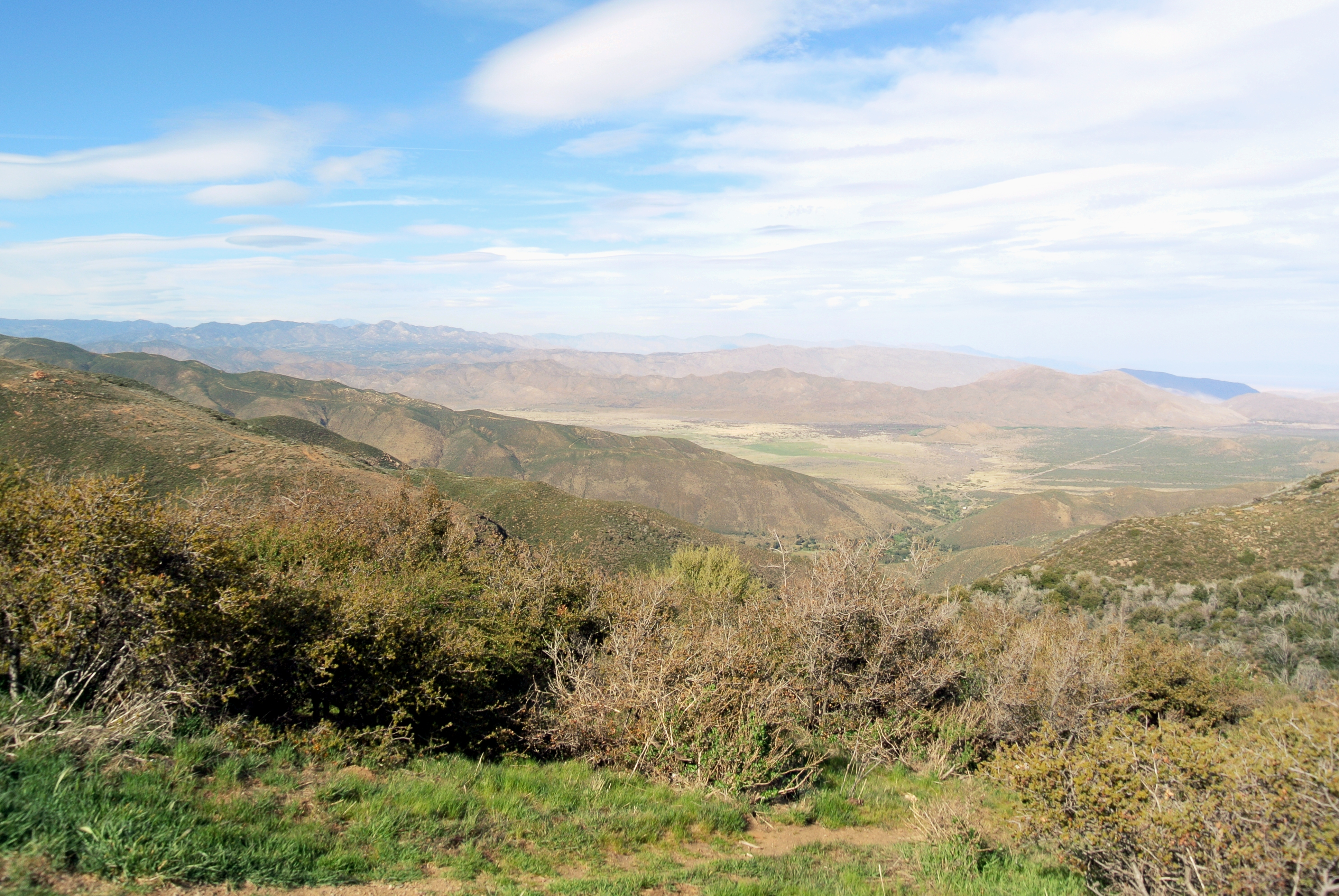
Vista desde las montañas Laguna. Chaparral en primer plano, Parque Estatal Desierto de Anza-Borrego a la derecha del fondo.

La mayor parte de las cordilleras peninsulares se encuentran en el neártico. Varias ecorregiones terrestres cubren partes de las cordilleras Peninsulares. En el lado occidental de la porción norte de las cordilleras, se encuentra la subregión montañosa de la ecorregión del chaparral y bosques de California que cubre el sur de California y el norte de Baja California. En el lado occidental de la porción sur de las cordilleras, se encuentra la ecorregión del desierto de Baja California que cubre la porción sur de las cordilleras peninsulares de Baja California y Baja California Sur. En el lado oriental de las cordilleras del norte, se encuentra la ecorregión del desierto de Sonora que cubre el sureste de California y el noreste de Baja California hasta el sur de la ciudad de Loreto. En el lado este de las montañas Laguna se ubica el condado de San Diego y el Parque Estatal del Desierto de Anza-Borrego, con gran profusión primaveral de flores silvestres en el desierto de Colorado (Sonora). En el lado oriental (golfo de California) de la porción sur de las cordilleras, se encuentra la ecorregión de matorral xerófilo del golfo de California que cubre las cordilleras en Baja California Sur.
Las partes más altas de las cordilleras peninsulares, especialmente las laderas orientadas al oeste, albergan bosques de  coníferas y bosques mixtos de hoja perenne. El Bosque Nacional Cleveland cubre gran parte de las altas cordilleras peninsulares del sur de California, con una vegetación que incluye bosques de robles, bosques de pino Jeffrey y pino Coulter. 
Los bosques de pino-encino de sierra Juárez y San Pedro Mártir cubren las laderas superiores de las montañas. Estos bosques aislados están compuestos predominantemente por las especies de pino alerce, pino de azúca, piñón de Parry (Pinus quadrifolia), abeto blanco, cedro de incienso de California y enebros. Las especies de roble incluyen el el roble vivo de la costa, roble de Engelmann, roble vivo del cañón y el roble de Baja ( Quercus peninsularis ). Estas partes más altas de las cordilleras peninsulares albergan variedad de especies endémicas .

### Neotrópico
El sur de Baja California Sur es parte de la zona Neotropical. El extremo sur de la Península de Baja California, incluida la sierra de la Laguna, fue originalmente parte del continente mexicano. Esta fue separada del continente, convirtiéndose temporalmente en una isla y evolucionando en relativo aislamiento del norte de la península y las cordilleras. Su flora y fauna comparten muchas afinidades con el sur de México y América Central. Incluye tres ecorregiones distintas, los bosques secos de la sierra de la Laguna, los bosques de pino-encino de la sierra de la Laguna y el matorral xerófilo de San Lucas.